# قسم شاخنات الريفي (مقاطعة بيرجند)
قسم شاخنات الريفي (بالفارسية: دهستان شاخنات) هي منطقة ريفية تقع في إيران في قسم. يقدر عدد سكانها بـ 3,105 نسمة .